# Łyna
Łyna (tyska: Alle) är en flod i Ermland-Masuriens vojvodskap i Polen och Kaliningrad oblast i Ryssland. Den är biflod till Pregolja och är 264 km lång, varav 190 km i Polen och 74 km i Ryssland. Łyna förbinds med sjön Mamry via Masuriska kanalen.